# Torfi Bryngeirsson
Torfi Bryngeirsson (Búastaðar, 11 novembre 1926 – Reykjavík, 16 luglio 1995) è stato un lunghista e astista islandese.

## Biografia
Nel 1948 prese parte ai Giochi olimpici di Londra, concludendo le qualificazioni del salto con l'asta con la misura di 3,80 m, insufficiente per approdare in finale.
Nel 1950 fu medaglia d'oro nel salto in lungo ai campionati europei di atletica leggera di Bruxelles con un salto a 7,32 m, sua migliore prestazione personale.
Nel 1952 ai Giochi olimpici di Helsinki si classificò quattordicesimo del salto con l'asta, a pari merito con il greco Rigas Efstathiadis.

## Palmarès
| Anno | Manifestazione  | Sede      | Evento           | Risultato      | Prestazione | Note                          |
| ---- | --------------- | --------- | ---------------- | -------------- | ----------- | ----------------------------- |
| 1948 | Giochi olimpici | Londra    | Salto con l'asta | Qualificazione | 3,80 m      |                               |
| 1950 | Europei         | Bruxelles | Salto in lungo   | Oro            | 7,32 m      | Miglior prestazione personale |
| 1952 | Giochi olimpici | Helsinki  | Salto con l'asta | 14º            | 3,95 m      |                               |